# Glenville (Nueva York)
Glenville es un pueblo ubicado en el condado de Schenectady en el estado estadounidense de Nueva York. En el año 2009 tenía una población de 29,975 habitantes y una densidad poblacional de 227 personas por km².

## Geografía
Glenville se encuentra ubicado en las coordenadas 42°55′45″N 74°03′07″O / 42.92917, -74.05194.

## Demografía
Según la Oficina del Censo en 2000 los ingresos medios por hogar en la localidad eran de $52,373, y los ingresos medios por familia eran $62,599. Los hombres tenían unos ingresos medios de $42,992 frente a los $29,228 para las mujeres. La renta per cápita para la localidad era de $24,795. Alrededor del 2.5% de la población estaban por debajo del umbral de pobreza.